# Nicola Zanone
Nicola Zanone (Biella, 22 giugno 1956) è un ex calciatore italiano, di ruolo attaccante.

## Caratteristiche tecniche
Attaccante dotato di ottima tecnica ma discontinuo nelle prestazioni, fu spesso frenato da problemi fisici quali la pubalgia.

## Carriera
Proveniente dalle giovanili della Juventus, senza riuscire ad arrivare in prima squadra, ha militato in Serie A con le maglie di Lanerossi Vicenza (esordio in massima serie il 18 febbraio 1979 nel pareggio esterno contro il Napoli), Udinese (in due differenti periodi) Sampdoria e Pescara, totalizzando complessivamente 96 presenze e 15 reti, di cui 8 nella sola stagione 1980-1981 in cui risultò il miglior marcatore in campionato dell'Udinese.
Ha inoltre totalizzato 114 presenze e 24 reti in Serie B con le maglie di Brindisi, L.R. Vicenza, Sampdoria, Perugia e Modena, conquistando la promozione in massima serie con il club genovese nella stagione 1981-1982. Ha chiuso la carriera militando per una stagione nella formazione canadese del Montréal Impact, allora militante nella American Professional Soccer League (APSL).

## Vita privata
Dal matrimonio con l'ex pornoattrice Selen, nel 2007, ha avuto un figlio.